# Rúben Micael
Rúben Micael Freitas da Ressureição, conosciuto semplicemente come Rúben Micael o Micael (Câmara de Lobos, 19 agosto 1986), è un ex calciatore portoghese, di ruolo centrocampista.

## Carriera

### Club
Nato nell'arcipelago portoghese di Madera, inizia a giocare in una squadra locale, l'União Madeira. Nella stagione 2008-2009 viene acquistato dal C.D. Nacional, squadra della Primeira Liga, la massima serie del Portogallo. Nella stagione 2009-2010 con il Nacional segna sette reti in otto partite di Europa League, due delle quali il 16 dicembre 2009 contro l'Austra Vienna. Il 18 gennaio 2010 viene acquistato dal Porto per 3000000 €. Micael firma un contratto valido fino al 30 giugno 2014 e viene fissata una clausola di rescissione di 30000000 €. Con il Porto colleziona 10 presenze senza gol in campionato e due presenze in Champions League contro l'Arsenal, agli ottavi di finale. Vince la Coppa di Portogallo 2009-2010. Nella stagione successiva, allenato da André Villas Boas vince la Supercoppa portoghese, la UEFA Europa League, il campionato portoghese e la Coppa di Portogallo.
Inizia la stagione 2011-2012 con la vittoria della Supercoppa portoghese contro il Vitória Guimarães, subentrando a Fredy Guarín al 52º. Il 18 agosto 2011 viene ceduto all'Atlético Madrid, squadra della massima serie spagnola, per 5 milioni di Euro. I Colchoneros cedono subito in prestito il portoghese al Real Saragozza, un'altra squadra della Primera División. Ha esordito con gli aragonesi l'11 settembre 2011, in occasione della terza giornata di campionato, che si è conclusa con un pareggio a reti inviolate a Madrid contro il Rayo Vallecano. Micael ha giocato per 53 minuti prima di uscire dal campo al posto di Pablo Barrera. A fine stagione fa ritorno all'Atlético Madrid.

### Nazionale
Ha esordito con la Nazionale portoghese il 29 marzo 2011, in un'amichevole vinta per 2-0 contro la Finlandia, e ha segnato i due gol della sua squadra.

## Statistiche

### Presenze e reti nei club
Statistiche aggiornate al 30 giugno 2018.
| Stagione                  | Squadra                   | Campionato                | Campionato | Campionato | Coppe nazionali | Coppe nazionali | Coppe nazionali | Coppe continentali | Coppe continentali | Coppe continentali | Altre coppe | Altre coppe | Altre coppe | Totale | Totale |
| Stagione                  | Squadra                   | Comp                      | Pres       | Reti       | Comp            | Pres            | Reti            | Comp               | Pres               | Reti               | Comp        | Pres        | Reti        | Pres   | Reti   |
| ------------------------- | ------------------------- | ------------------------- | ---------- | ---------- | --------------- | --------------- | --------------- | ------------------ | ------------------ | ------------------ | ----------- | ----------- | ----------- | ------ | ------ |
| 2003-2004                 | União Madeira             | SL                        | 6          | 0          | CP              | 0               | 0               | -                  | -                  | -                  | -           | -           | -           | 6      | 0      |
| 2004-2005                 | União Madeira             | SD                        | 23         | 0          | CP              | 0               | 0               | -                  | -                  | -                  | -           | -           | -           | 23     | 0      |
| 2005-2006                 | União Madeira             | SD                        | 4          | 0          | CP              | 0               | 0               | -                  | -                  | -                  | -           | -           | -           | 4      | 0      |
| 2006-2007                 | União Madeira             | SD                        | 23+2       | 0          | CP              | 3               | 1               | -                  | -                  | -                  | -           | -           | -           | 28     | 1      |
| 2007-2008                 | União Madeira             | SD                        | 36         | 4          | CP              | 1               | 0               | -                  | -                  | -                  | -           | -           | -           | 37     | 4      |
| Totale Uniao Madeira      | Totale Uniao Madeira      | Totale Uniao Madeira      | 92+2       | 4          |                 | 4               | 1               |                    | -                  | -                  |             | -           | -           | 98     | 5      |
| 2008-2009                 | Nacional                  | PL                        | 26         | 4          | CP+CdL          | 5+4             | 0+1             | -                  | -                  | -                  | -           | -           | -           | 35     | 5      |
| 2009-gen. 2010            | Nacional                  | PL                        | 16         | 2          | CP+CdL          | 2+1             | 1+0             | UEL                | 8                  | 7                  | -           | -           | -           | 27     | 10     |
| gen.-giu. 2010            | Porto                     | PL                        | 10         | 0          | CP+CdL          | 3+3             | 2+0             | UCL                | 2                  | 0                  | -           | -           | -           | 18     | 2      |
| 2010-2011                 | Porto                     | PL                        | 19         | 0          | CP+CdL          | 6+3             | 0+1             | UEL                | 8                  | 3                  | SP          | -           | -           | 36     | 4      |
| ago. 2011                 | Porto                     | PL                        | 1          | 0          | CP+CdL          | 0+0             | 0+0             | UCL+UEL            | -                  | -                  | SU+SP       | 0+1         | 0+0         | 2      | 0      |
| Totale Porto              | Totale Porto              | Totale Porto              | 30         | 0          |                 | 15              | 3               |                    | 10                 | 3                  |             | 1           | 0           | 56     | 6      |
| 2011-2012                 | Real Saragozza            | PD                        | 32         | 0          | CR              | 0               | 0               | -                  | -                  | -                  | -           | -           | -           | 32     | 0      |
| 2012-2013                 | Braga                     | PL                        | 19         | 4          | CP+CdL          | 3+1             | 1+0             | UCL                | 7                  | 2                  | -           | -           | -           | 30     | 7      |
| 2013-2014                 | Braga                     | PL                        | 21         | 1          | CP+CdL          | 3+1             | 0+0             | UEL                | 2                  | 0                  | -           | -           | -           | 27     | 1      |
| 2014-2015                 | Braga                     | PL                        | 25         | 6          | CP+CdL          | 5+0             | 1+0             | -                  | -                  | -                  | -           | -           | -           | 30     | 7      |
| Totale Braga              | Totale Braga              | Totale Braga              | 65         | 11         |                 | 13              | 2               |                    | 9                  | 2                  |             | -           | -           | 87     | 15     |
| 2015                      | Shijiazhuang Yong.        | CSL                       | 11         | 1          | CC              | 0               | 0               | -                  | -                  | -                  | -           | -           | -           | 11     | 1      |
| 2016                      | Shijiazhuang Yong.        | CSL                       | 27         | 3          | CC              | 0               | 0               | -                  | -                  | -                  | -           | -           | -           | 27     | 3      |
| Totale Shijiazhuang Yong. | Totale Shijiazhuang Yong. | Totale Shijiazhuang Yong. | 38         | 4          |                 | 0               | 0               |                    | -                  | -                  |             | -           | -           | 38     | 4      |
| feb.-giu. 2017            | Maccabi Tel Aviv          | Lha                       | 5+10       | 0+1        | CI              | 4               | 0               | -                  | -                  | -                  | -           | -           | -           | 19     | 1      |
| gen.-giu. 2018            | Paços Ferreira            | PL                        | 13         | 1          | CP+CdL          | 0+0             | 0+0             | -                  | -                  | -                  | -           | -           | -           | 13     | 1      |
| 2018-2019                 | Vitória Setúbal           | PL                        | 26         | 0          | CP+CdL          | 2+2             | 0+0             | -                  | -                  | -                  | -           | -           | -           | 30     | 0      |
| 2019-2020                 | Nacional                  | SL                        | 23         | 0          | CP+Cdl          | 0+1             | 0+0             | -                  | -                  | -                  | -           | -           | -           | 24     | 0      |
| 2020-2021                 | Nacional                  | PL                        | 30         | 1          | CP+CdL          | 0+0             | 0+0             | -                  | -                  | -                  | -           | -           | -           | 30     | 1      |
| Totale Nacional           | Totale Nacional           | Totale Nacional           | 95         | 7          |                 | 13              | 2               |                    | 8                  | 7                  |             | -           | -           | 116    | 16     |
| Totale carriera           | Totale carriera           | Totale carriera           | 408        | 28         |                 | 53              | 8               |                    | 27                 | 12                 |             | 1           | 0           | 489    | 48     |

### Cronologia presenze e reti in nazionale
| Cronologia completa delle presenze e delle reti in nazionale ― Portogallo | Cronologia completa delle presenze e delle reti in nazionale ― Portogallo | Cronologia completa delle presenze e delle reti in nazionale ― Portogallo | Cronologia completa delle presenze e delle reti in nazionale ― Portogallo | Cronologia completa delle presenze e delle reti in nazionale ― Portogallo | Cronologia completa delle presenze e delle reti in nazionale ― Portogallo | Cronologia completa delle presenze e delle reti in nazionale ― Portogallo | Cronologia completa delle presenze e delle reti in nazionale ― Portogallo |
| Data                                                                      | Città                                                                     | In casa                                                                   | Risultato                                                                 | Ospiti                                                                    | Competizione                                                              | Reti                                                                      | Note                                                                      |
| ------------------------------------------------------------------------- | ------------------------------------------------------------------------- | ------------------------------------------------------------------------- | ------------------------------------------------------------------------- | ------------------------------------------------------------------------- | ------------------------------------------------------------------------- | ------------------------------------------------------------------------- | ------------------------------------------------------------------------- |
| 29-3-2011                                                                 | Aveiro                                                                    | Portogallo                                                                | 3 – 1                                                                     | Finlandia                                                                 | Amichevole                                                                | 2                                                                         | 75’                                                                       |
| 4-6-2011                                                                  | Lisbona                                                                   | Portogallo                                                                | 1 – 0                                                                     | Norvegia                                                                  | Qual. Euro 2012                                                           | -                                                                         | 69’                                                                       |
| 10-8-2011                                                                 | Faro                                                                      | Portogallo                                                                | 5 – 0                                                                     | Lussemburgo                                                               | Amichevole                                                                | -                                                                         |                                                                           |
| 2-9-2011                                                                  | Nicosia                                                                   | Cipro                                                                     | 0 – 4                                                                     | Portogallo                                                                | Qual. Euro 2012                                                           | -                                                                         | 63’                                                                       |
| 7-10-2011                                                                 | Oporto                                                                    | Portogallo                                                                | 5 – 3                                                                     | Islanda                                                                   | Qual. Euro 2012                                                           | -                                                                         | 72’                                                                       |
| 11-11-2011                                                                | Zenica                                                                    | Bosnia ed Erzegovina                                                      | 0 – 0                                                                     | Portogallo                                                                | Qual. Euro 2012                                                           | -                                                                         | 81’                                                                       |
| 15-11-2011                                                                | Lisbona                                                                   | Portogallo                                                                | 6 – 2                                                                     | Bosnia ed Erzegovina                                                      | Qual. Euro 2012                                                           | -                                                                         | 63’                                                                       |
| 26-5-2012                                                                 | Leiria                                                                    | Portogallo                                                                | 0 – 0                                                                     | Macedonia del Nord                                                        | Amichevole                                                                | -                                                                         | 63’                                                                       |
| 15-8-2012                                                                 | Faro                                                                      | Portogallo                                                                | 2 – 0                                                                     | Panama                                                                    | Amichevole                                                                | -                                                                         | 46’                                                                       |
| 7-9-2012                                                                  | Lussemburgo                                                               | Lussemburgo                                                               | 1 – 2                                                                     | Portogallo                                                                | Qual. Mondiali 2014                                                       | -                                                                         | 81’                                                                       |
| 12-10-2012                                                                | Mosca                                                                     | Russia                                                                    | 1 – 0                                                                     | Portogallo                                                                | Qual. Mondiali 2014                                                       | -                                                                         | 67’                                                                       |
| 16-10-2012                                                                | Oporto                                                                    | Portogallo                                                                | 1 – 1                                                                     | Irlanda del Nord                                                          | Qual. Mondiali 2014                                                       | -                                                                         | 57’                                                                       |
| 14-11-2012                                                                | Libreville                                                                | Gabon                                                                     | 2 – 2                                                                     | Portogallo                                                                | Amichevole                                                                | -                                                                         | 46’                                                                       |
| 10-6-2013                                                                 | Ginevra                                                                   | Croazia                                                                   | 0 – 1                                                                     | Portogallo                                                                | Amichevole                                                                | -                                                                         | 62’                                                                       |
| 14-8-2013                                                                 | Faro                                                                      | Portogallo                                                                | 1 – 1                                                                     | Paesi Bassi                                                               | Amichevole                                                                | -                                                                         | 46’                                                                       |
| 11-10-2013                                                                | Lisbona                                                                   | Portogallo                                                                | 1 – 1                                                                     | Israele                                                                   | Qual. Mondiali 2014                                                       | -                                                                         | 69’                                                                       |
| Totale                                                                    |                                                                           | Presenze                                                                  | 16                                                                        |                                                                           | Reti                                                                      | 2                                                                         |                                                                           |

## Palmarès

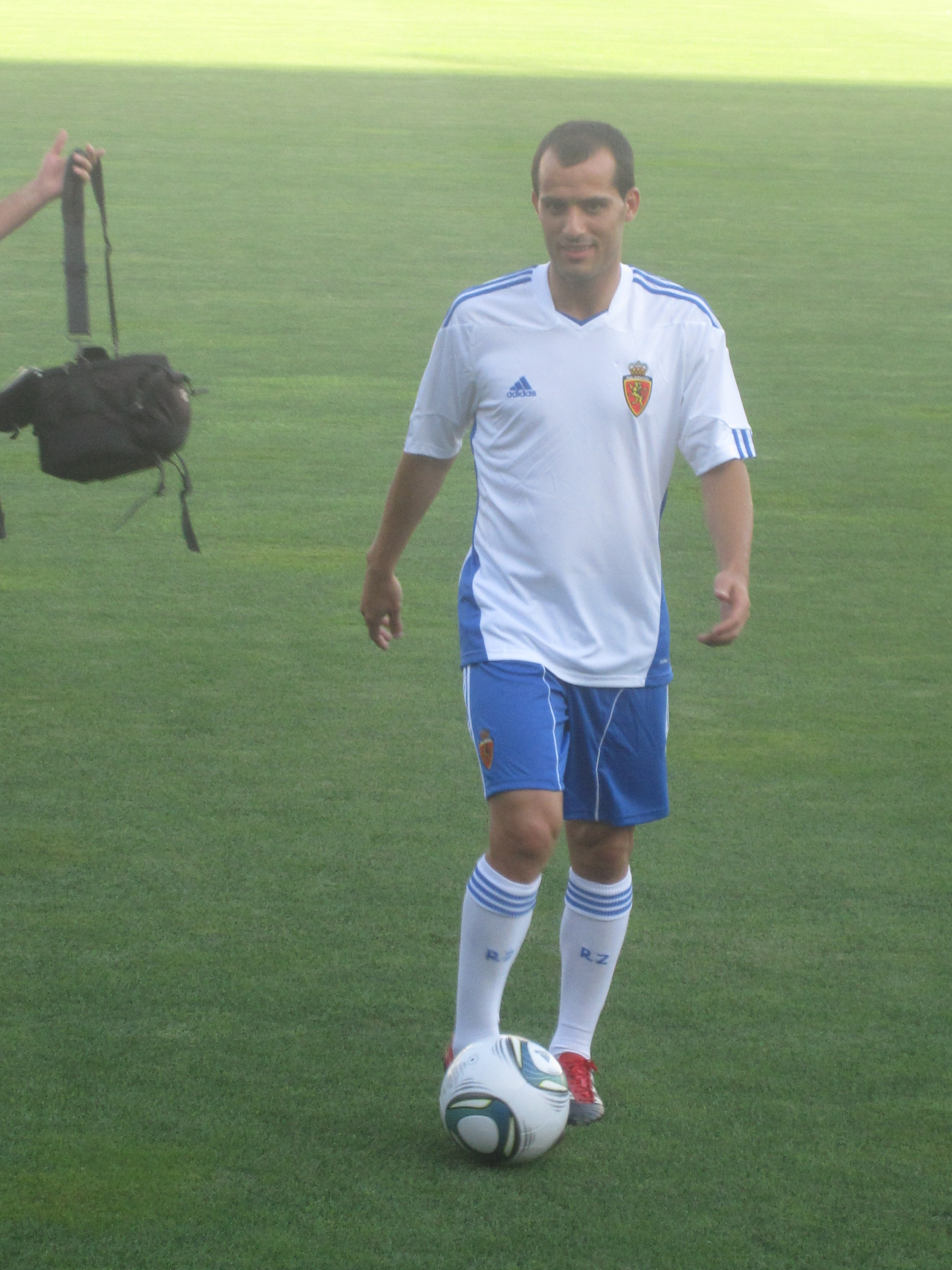
Rúben Micael con la maglia del Real Saragozza nel 2011.

### Club

#### Competizioni nazionali
- Supercoppa di Portogallo: 2

Porto: 2010, 2011
- Coppa di Portogallo: 2

Porto: 2009-2010, 2010-2011
- Campionato portoghese: 1

Porto: 2010-2011
- Segunda Liga: 1

Nacional: 2019-2020

#### Competizioni internazionali
- UEFA Europa League: 1

Porto: 2010-2011